# 黑爾伍德
黑尔伍德（/ˈhɛərwʊd/，HAIR-wuud）是英格蘭西約克郡利茲都市區的一個村莊和民政教區。2011年英國人口普查時，黑爾伍德民政教區有人口3,734人。

## 外部連結
- . GENUKI.   [2007-10-29]. （原始内容存档于2017-07-08）.
- Harewood Parish Council Website